# Elecciones parciales de Kenia de 1966
Las elecciones parciales de Kenia de 1966 conocida en ese momento como la pequeña elección general se celebraron el 11 y el 12 de junio del ya mencionado año para renovar 19 de los 129 diputados y 10 de los 41 senadores. Las elecciones siguieron a la división de la gobernante Unión Nacional Africana de Kenia. 29 parlamentarios se declararon miembros de un nuevo partido, la Unión Popular de Kenia, encabezada por el exvicepresidente Jaramogi Odinga. Ante la aparición de una oposición vocal por primera vez en dos años, el gobierno de Jomo Kenyatta, que aun así gozaba de una mayoría absoluta de dos tercios, forzó la aprobación de una enmienda constitucional que obligaba a los veintinueve parlamentarios a buscar la reelección, ya que habían sido elegidos como miembros del KANU.
A pesar de que en las circunscripciones donde se llevó a cabo la elección la KPU obtuvo una victoria aplastante por voto popular, de más del 54% de los votos, la KANU se quedó con la mayoría de los escaños que previamente les correspondían. La oposición comenzó a organizar protestas contra los resultados, lo que llevaría a la ilegalización formal de la KPU el 30 de octubre de 1969 y la conversión de Kenia en un estado de partido único de facto. No volvería a celebrarse una elección democrática en Kenia hasta 2002.

## Resultados

### Cámara de Representantes
| Partido                            | Votos   | %    | Diputados |
| ---------------------------------- | ------- | ---- | --------- |
| Unión Popular de Kenia             | 86.334  | 54.3 | 7         |
| Unión Nacional Africana de Kenia   | 72.584  | 45.6 | 12        |
| Otros                              | 252     | 0.1  | 0         |
| Total                              | 159.170 | 100  | 19        |
| Votantes registrados/participación | 482.334 | 33.0 | –         |
| Fuente: Sternberger et al.         |         |      |           |

### Senadores
| Partido                          | Votos   | %    | Senadores |
| -------------------------------- | ------- | ---- | --------- |
| Unión Popular de Kenia           | 78.288  | 55.5 | 2         |
| Unión Nacional Africana de Kenia | 61.698  | 43.8 | 8         |
| Otros                            | 985     | 0.7  | 0         |
| Total                            | 140.971 | 100  | 10        |
| Fuente: Sternberger et al.       |         |      |           |